# Алвис, Варлей
Варлей Алвис Андради (порт.-браз. Warlley Alves Andrade; род. 4 января 1991, Говернадор-Валадарис) — бразильский боец смешанного стиля, представитель полусредней весовой категории. Выступает на профессиональном уровне начиная с 2011 года, известен по участию в турнирах бойцовских организаций UFC и Jungle Fight. Победитель бойцовского реалити-шоу The Ultimate Fighter.

## Биография
Варлей Алвис родился 4 января 1991 года в городе Говернадор-Валадарис штата Минас-Жерайс, Бразилия. В возрасте десяти лет начал серьёзно заниматься кикбоксингом, выиграл в этой дисциплине множество титулов и наград, в том числе трижды становился чемпионом бразильского национального первенства.

### Начало профессиональной карьеры
Дебютировал в смешанных единоборствах на профессиональном уровне в апреле 2011 года, заставил своего соперника сдаться уже на 34 секунде, применив на нём удушающий приём сзади. Выиграв два поединка, с 2012 года выступал в достаточно крупном бразильском промоушене Jungle Fight, где в общей сложности одержал четыре победы.

### The Ultimate Fighter
Имея в послужном списке шесть побед и ни одного поражения, в 2014 году Алвис стал участником третьего бразильского сезона популярного бойцовского реалити-шоу The Ultimate Fighter. Заявившись как боец среднего веса, он благополучно прошёл своего соперника на отборочном этапе и под третьим номером был выбран в команду Чейла Соннена.
Он легко выиграл у своих оппонентов на стадиях четвертьфиналов и полуфиналов. В решающем поединке «гильотиной» задушил Марсиу Алишандри, заработал бонус за лучшее выступление вечера и стал победителем сезона.

### Ultimate Fighting Championship
Благодаря удачному выступлению на шоу TUF Алвис получил возможность подписать контракт с крупнейшей бойцовской организацией мира Ultimate Fighting Championship, при этом он решил спуститься в полусреднюю весовую категорию. Так, уже в ноябре 2014 года он встретился в октагоне с Аланом Джубаном и победил его единогласным решением судей.
В 2015 году с помощью «гильотины» заставил сдаться Нордина Талеба и Колби Ковингтона.
2016 год оказался для него неудачным. Алвис потерпел первое в профессиональной карьере поражение, уступив единогласным решением Брайану Барберене. Затем последовало поражение по очкам от Камару Усмана.
В 2017 и 2018 годах взял верх над Салимом Туахри и Султаном Алиевым соответственно.

## Статистика в профессиональном ММА
| Боёв 22  | Побед 14 | Поражений 8 |
| -------- | -------- | ----------- |
| Нокаутом | 4        | 3           |
| Сдачей   | 8        | 1           |
| Решением | 2        | 4           |

| Результат | Рекорд | Соперник             | Способ                        | Турнир                                  | Дата            | Раунд | Время | Место                    | Примечание                                                                 |
| --------- | ------ | -------------------- | ----------------------------- | --------------------------------------- | --------------- | ----- | ----- | ------------------------ | -------------------------------------------------------------------------- |
| Поражение | 14-8   | Абусупьян Магомедов  | Единогласное решение          | UFC Fight Night: Барбоза vs. Мёрфи      | 18 мая 2024     | 3     | 5:00  | Лас-Вегас, Невада, США   |                                                                            |
| Поражение | 14-7   | Икрам Алискеров      | TKO (удары руками)            | UFC 294                                 | 21 октября 2023 | 1     | 2:07  | Абу-Даби, ОАЭ            |                                                                            |
| Поражение | 14-6   | Николас Долби        | Раздельное решение            | UFC 288                                 | 6 мая 2023      | 3     | 5:00  | Ньюарк, Нью-Джерси, США  |                                                                            |
| Поражение | 14-5   | Джеремия Уэллс       | KO (удары руками)             | UFC Fight Night: Gane vs. Volkov        | 26 июня 2021    | 2     | 0:30  | Лас-Вегас, США           |                                                                            |
| Победа    | 14-4   | Мунир Лаззез         | TKO (удары)                   | UFC on ESPN: Chiesa vs. Magny           | 20 января 2021  | 1     | 2:35  | Абу-Даби, ОАЭ            | Выступление вечера.                                                        |
| Поражение | 13-4   | Рэнди Браун          | Сдача (треугольник)           | UFC Fight Night: Błachowicz vs. Jacaré  | 16 ноября 2019  | 2     | 1:22  | Сан-Паулу, Бразилия      |                                                                            |
| Победа    | 13-3   | Сержиу Мораис        | KO (удар рукой)               | UFC 237                                 | 11 мая 2019     | 3     | 4:13  | Рио-де-Жанейро, Бразилия | Выступление вечера.                                                        |
| Поражение | 12-3   | Джеймс Краузе        | TKO (удары)                   | UFC Fight Night: Gaethje vs. Vick       | 25 августа 2018 | 2     | 2:28  | Линкольн, США            |                                                                            |
| Победа    | 12-2   | Султан Алиев         | TKO (остановлен врачом)       | UFC 224                                 | 12 мая 2018     | 2     | 5:00  | Рио-де-Жанейро, Бразилия |                                                                            |
| Победа    | 11-2   | Салим Туахри         | Единогласное решение          | UFC Fight Night: Cerrone vs. Till       | 21 октября 2017 | 3     | 4:58  | Гданьск, Польша          |                                                                            |
| Поражение | 10-2   | Камару Усман         | Единогласное решение          | UFC Fight Night: Bader vs. Nogueira 2   | 19 ноября 2016  | 3     | 5:00  | Сан-Паулу, Бразилия      |                                                                            |
| Поражение | 10-1   | Брайан Барберена     | Единогласное решение          | UFC 198                                 | 14 мая 2016     | 3     | 5:00  | Куритиба, Бразилия       |                                                                            |
| Победа    | 10-0   | Колби Ковингтон      | Сдача (гильотина)             | UFC 194                                 | 12 декабря 2015 | 1     | 1:26  | Лас-Вегас, США           |                                                                            |
| Победа    | 9-0    | Нордин Талеб         | Сдача (гильотина)             | UFC 190                                 | 1 августа 2015  | 2     | 4:11  | Рио-де-Жанейро, Бразилия |                                                                            |
| Победа    | 8-0    | Алан Джубан          | Единогласное решение          | UFC Fight Night: Shogun vs. Saint Preux | 8 ноября 2014   | 3     | 5:00  | Уберландия, Бразилия     | Вернулся в полусредний вес.                                                |
| Победа    | 7-0    | Марсиу Алишандри     | Техническая сдача (гильотина) | The Ultimate Fighter Brazil 3 Finale    | 31 мая 2014     | 3     | 0:25  | Сан-Паулу, Бразилия      | Выиграл The Ultimate Fighter: Brazil 3 в среднем весе. Выступление вечера. |
| Победа    | 6-0    | Майк Джексон         | TKO (удары руками)            | Jungle Fight 56                         | 24 августа 2013 | 1     | 1:58  | Фос-ду-Игуасу, Бразилия  |                                                                            |
| Победа    | 5-0    | Эдерсон Морейра      | Сдача (гильотина)             | Jungle Fight 53                         | 1 июня 2013     | 1     | 0:48  | Жапери, Бразилия         |                                                                            |
| Победа    | 4-0    | Карлус Алберту Рожас | Сдача (треугольник руками)    | Jungle Fight 46                         | 13 декабря 2012 | 2     | 0:48  | Сан-Паулу, Бразилия      |                                                                            |
| Победа    | 3-0    | Адилсон Фернандис    | Сдача (гильотина)             | Jungle Fight 44                         | 27 октября 2012 | 1     | 0:40  | Рио-де-Жанейро, Бразилия |                                                                            |
| Победа    | 2-0    | Келис Албукерки      | Сдача (удушение сзади)        | GF: Fight Pavilion Special Edition 2    | 29 июля 2012    | 1     | 1:01  | Рио-де-Жанейро, Бразилия |                                                                            |
| Победа    | 1-0    | Уоллас Оливейра      | Сдача (удушение сзади)        | Celeiro Combat 3                        | 7 апреля 2011   | 1     | 0:34  | Рио-де-Жанейро, Бразилия |                                                                            |